# Banchus apenes
Banchus apenes är en stekelart som beskrevs av Henry Keith Townes, Jr. 1978. Banchus apenes ingår i släktet Banchus och familjen brokparasitsteklar. Inga underarter finns listade.